# No Surprise
"No Surprise" é o primeiro single do álbum Leave This Town da banda de rock americana Daughtry. A banda tocou a música ao vivo pela primeira vez no show American Idol em 6 de maio de 2009. Chris Daughtry escreveu a música com a ajuda de Chad Kroeger do Nickelback, e também com alguma colaboração de Eric Dill e Rune Westberg. O CD single de No Surprise vendeu 993 mil cópias nos EUA.

## Lançamento
A banda começou com a divulgação de "No Surprise", no seu website oficial, na noite de 6 de maio de 2009. A canção ficou disponivel para downloads no iTunes em 5 de maio e também começou a tocar na rádio Mainstream Top 40 em 26 de maio de 2009.

## Video Clipe
O video clipe começa mostrando um homem se candidatando a um emprego em uma mina mas ele não consegue. Enquanto isso uma garota que trabalha em uma lanchonete e acidentalmente derrama alguma coisa em uma cliente Depois que um cara a empurra acidentalmente por trás. Então o chefe dela começa a gritar com ela e depois a demite; ela então é vista saindo da lanchonete jogando seu avental no chão.
A próxima imagem mostra o casal em casa, e os estão saindo para um show de música. Ambos então começam a brigar sobre o pagamento da execução da Hipoteca. O próximo segmento mostra o homem empacotando suas coisas e saindo. A garota então acorda e não consegue encontra-lo. O video termina com a garota sentada olhando a cidade (algumas cenas se alternam entre a banda se apresentando e a garota correndo e indo de encontro ao cara) então, finalmente, enquanto ela está sentada, se encostando contra uma pedra se perguntando o que mais aconteceria, a camera se move e revela que os dois estão de costas um para o outro recostados na mesma pedrae então o video se encerra com Chris e sua banda se apresentando numa mina.

## Paradas musicais
| Paradas (2009)                          | Melhor posição |
| --------------------------------------- | -------------- |
| Billboard Hot 100                       | 15             |
| Billboard Hot Adult Top 40 Tracks       | 1              |
| Billboard Mainstream Top 40             | 12             |
| Billboard Pop Songs                     | 9              |
| Billboard Hot Adult Contemporary Tracks | 6              |
| Austrália Singles Chart                 | 34             |
| Canadá Hot 100                          | 13             |
| Nova Zelândia Singles Chart             | 22             |
| Suécia Singles Chart                    | 35             |